# Giornata nazionale del Qatar
La giornata nazionale del Qatar (in arabo:  اليوم الوطني لقطر; Al-Yaoum al-Watani) è la ricorrenza nazionale del Qatar.
Si celebra il 18 dicembre e commemora l'unificazione del Qatar avvenuta il 18 dicembre 1878 sotto lo sheikh Jassim bin Mohammed al-Thani, fondatore del Qatar
La giornata è denominata anche "giorno del Fondatore": il 18 dicembre 1878 si ritiene che  Jassim bin Mohammed al-Thani  abbia unificato tutte le tribù locali combattendo le  forze esterne, come le forze britanniche.  Ha contribuito inoltre a dare  un certo grado di autonomia alle diverse  tribù  locali.
Istituita con un decreto  il 21 giugno 2007, la ricorrenza nazionale  si celebra con parate militari, fuochi d'artificio, sfilate di automobili  e  varie iniziative  nazionali celebranti, tra l'altro, il patrimonio culturale del paese.
La finale del campionato mondiale di calcio 2022 si tenne proprio il 18 dicembre di quell'anno, vide come atto finale i futuri campioni, gli Argentini vincere contro gli ex campioni del mondo, i francesi